# Marco Taddei
Marco Taddei (Vasto, 1979) è un fumettista e scrittore italiano.

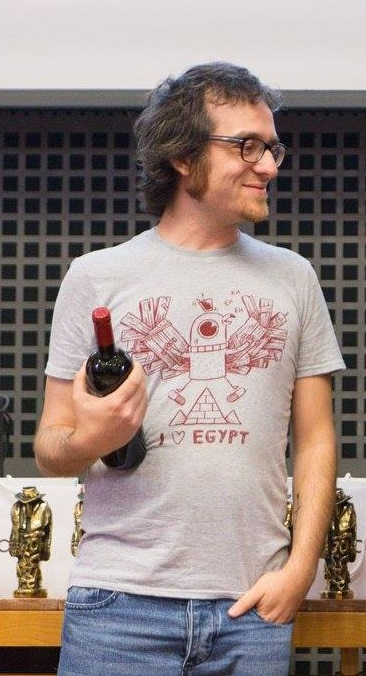
Marco Taddei al Treviso Comic book Festival 2016

È noto per essere l'autore di Anubi, fumetto vincitore del Premio Carlo Boscarato per il Migliore Fumetto al Treviso Comic Book Festival del 2016.

## Biografia
Nato e cresciuto a Vasto, in provincia di Chieti, Taddei studia comunicazione presso l'Ateneo di Macerata, dove si laurea con una tesi in Filosofia dei Linguaggi, relatore il professore Marcello La Matina. Durante quegli anni non si ferma mai e scrive testi di tutti i tipi.
Nel 2008 esordisce con una raccolta poetica intitolata In DOSI MInime per Firenze libri. Successivamente i suoi racconti iniziano ad essere pubblicati su fanzine e riviste on line.
Nel 2009 conosce il fumettista Simone Angelini, con cui inizia un sodalizio importantissimo che lo porta a creare nel 2012 Storie Brevi senza pietà e nel 2013 Altre storie brevi e senza pietà, edite da Bel-Ami Edizioni e pubblicate anche negli USA dalla Tinto Press. Con Altre storie brevi e senza pietà vince il premio Boscarato come migliore rivelazione (al fianco di Angelini) al Treviso Comic Book Festival 2014. 
Nel 2014 pubblica Malloy, Contro i Mucchi D'Ossa, una storia di fantascienza disegnata da Angelini, uscita nell'antologia B-Comics - Crack.
Nel 2015, sempre in coppia con Angelini, crea Anubi, fumetto che lo consacra all'interno dell'ambiente fumettistico italiano e per il quale vincerà svariati premi tra quali il "Premio Boscarato" al Treviso Comic Book Festival 2016 e "Miglior fumetto del 2015" per i lettori di Repubblica XL.
Parallelamente nell'agosto del 2016 esce il volume illustrato da Michele Rocchetti La Nave dei Folli, di cui firma i testi connotati da un divertito sperimentalismo. Il volume è pubblicato dalla casa editrice di libri per ragazzi Orecchio Acerbo.
Nel 2016 pubblica nuovamente Malloy, Contro i Mucchi D'Ossa, edita però da Panini Comics, uscita in uno spillato in anteprima a Lucca Comics & Games 2016 .
Nel 2017 sempre per la Panini Comics, in coppia con Angelini crea Malloy, Gabelliere Spaziale, racchiudente un'intera saga sul personaggio già visto in precedenza.
Il 2018 è l'anno di 4 Vecchi di Merda, fumetto realizzato sempre con Angelini ed edito dalla Coconino Press, candidato come miglior fumetto del 2018 al Treviso Comic Book Festival.
Nel 2020 scrive Il Battesimo del Porco, disegnato da Samuele Canestrari e pubblicato da Maledizioni, e l'anno successivo La Quarta Guerra Mondiale con i disegni di Spugna edito da Feltrinelli Comics.
Nel 2022 esce il grande successo Malanotte, illustrato da Laura La Came. Il volume è un interessante esempio di prequel a fumetti del film La Pantafa, prodotto e distribuito da Fandango e diretto da Emanuele Scaringi, in uscita nello stesso anno. 
Nel settembre del 2023 gli viene assegnato il Premio Boscarato come miglior artista (sceneggiatore) per Malanotte, Un Mistero alla Luce del Giorno e Vita dal Soldatinen. 
Alla fine del 2023 esce Funerali Preparati, pubblicato da Quinto Quarto Edizioni. Il libro contiene le illustrazioni di Michele Rocchetti.
Durante la terza edizione di Giorni di Tuono, Malanotte viene premiato con il Premio Tuono Pettinato come miglior fumetto dell'anno.
A giugno 2023 esce il board game Cyberflesh, primo gioco da tavolo della casa editrice Hollow Press, di cui cura il Libro degli eventi, del Bestiario e, assieme a David Genchi e Simone Alberto Grifone, il world building e i personaggi.
Nel 2024 esce HPL - Una vita di Lovecraft, con i disegni di Maurizio Lacavalla. Il fumetto è stato candidato al premio Micheluzzi per Miglior Fumetto.
Nel 2025, dopo una coinvolgente campagna di pre-order, è stato pubblicato Verderame, con i disegni di Samuele Canestrari. Nello stesso anno esce per Radici Edizioni una brevissima raccolta di racconti, dal titolo La Mula e un altro racconto. La copertina e la retrocopertina del libro sono a cura dell'affermato artista Denis Riva. 

## Libri e fumetti
- Storie brevi e senza pietà (Bel-ami edizioni, 2012)[6]
- Altre storie brevi e senza pietà (Bel-ami edizioni, 2013)[7]
  - Short and Merciless Stories (Tinto press, 2014)[8]
- Anubi (Grrrz Comic Art Books, 2015)[9]
- Malloy, contro i Mucchi D'Ossa (Panini 9L, 2016)[10]
- La nave dei folli (Orecchio Acerbo, 2016)
- Malloy, Gabelliere Spaziale (Panini 9L, 2017)[11]
- Storie brevi e senza pietà - riedizione (Panini 9L, 2017)[12]
- Anubi - riedizione (Coconino Press, 2017)
- Horus (Coconino Press, 2017)
- 4 vecchi di merda (Coconino Press, 2018)[13]
- Il nuovo palazzo della sirenetta (Orecchio Acerbo, 2018)
- Enrico (Coconino Press, 2019)
- Il battesimo del porco (MalEdizioni, 2020)
- La quarta guerra mondiale (Feltrinelli Comics, 2021)
- Un mistero alla luce del giorno (Hoppipolla, 2022)
- Vita da soldatinen (Feltrinelli Comics, 2022)
- Malanotte (Coconino Press, 2022)
- Funerali preparati (Quinto Quarto Edizioni, 2023)
- HPL - Una vita di Lovecraft (Edizioni BD, 2024)
- Verderame (Sputnik Press, 2025)
- La Mula e un altro racconto (Radici Edizioni, 2025)

## Altre pubblicazioni
- B-Comics - Crack (Ifix, 2014)
- Linus (Baldini&Castoldi, 2016)
- 666, Il Male Dentro (Shockdom, 2015)[14]
- Quel piccolissimo giganteschio (Autoproduzione, 2016)[15]
- Case Brade (Blu Gallery, 2018)
- Ungodz (Hollow Press, 2023)
- Cyberflesh (Hollow Press, 2023)
- Pozzo (Hollow Press, 2025)

## Riconoscimenti
- Premio Missaglia - Autore rivelazione con "Altre storie brevi e senza pietà" al Treviso Comic Book Festival (2013)
- Premio La Repubblica XL - Miglior fumetto italiano 2015 con "Anubi" al Napoli Comicon (2016)
- Premio Carlo Boscarato - Miglior fumetto italiano 2016 con "Anubi" al Treviso Comic Book Festival (2016)
- Premio Carlo Boscarato - Miglior artista (sceneggiatura) 2023 con "Malanotte", "Una vita da soldatinen", "Un mistero alla luce del giorno" al Treviso Comic Book Festival (2023)
- Premio Tuono Pettinato - Miglior fumetto con "Malanotte" (2023)